# 黄浦路站
黄浦路站位于中华人民共和国湖北省武汉市江岸区，是武汉地铁1号线和8号线的地铁换乘站。

## 车站结构
1号线车站位于京汉大道与芦沟桥路的交汇处北侧，沿京汉大道布置，为高架二层侧式站台，地面为车站站厅房屋，在京汉大道延长线上，二层为站台。8号线车站位于解放大道与卢沟桥路路口，沿卢沟桥路布置直至解放公园内，车站为地下两层侧式站台车站。车站共设9个出入口、1个换乘通道和2组风亭。
为配合8号线的开通，1号线站台、站厅进行了全面改造，面积扩大了2倍。两边站台中部位置各设2部15米长的下行换乘手扶电梯，可到达8号线站厅换乘通道，步行30米到达站厅夹层，再通过手扶电梯可到达8号线站厅、站台。8号线换乘1号线，乘客可通过手扶电梯上楼到达站厅夹层，利用换乘通道的手扶电梯或步梯到达1号线站厅、站台。
| 1号线站厅改造前后对比 | 1号线站厅改造前后对比 | 1号线月台拓宽前后对比 | 1号线月台拓宽前后对比 |
| --------------------- | --------------------- | --------------------- | --------------------- |
| 改造之前              | 改造之后              | 拓宽之前              | 拓宽之后              |

### 楼层分布
| 地上 三层 | 換乘層                          | 電梯直達8號線換乘層                           |                            |
| 地上 三层 | 側式月台，右邊車門將會開啟      |                                               |                            |
| 地上 三层 | █ 1号线列车往径河（三陽路站）   |                                               |                            |
| 地上 三层 | █ 1号线列车往漢口北（頭道街站） |                                               |                            |
| 地上 三层 | 側式月台，右邊車門將會開啟      |                                               |                            |
| 地上 三层 | 換乘層                          | 電梯直達8號線換乘層                           |                            |
| 地上 二層 | 1号线 站廳層                    | 售票機、客服中心、武漢通充值、往8號線換乘通道 |                            |
| 地面      |                                 | 出入口                                        |                            |
| 地下 一层 | 換乘層                          | 往1號線換乘通道                               |                            |
| 地下 二层 | 8号线 站廳層                    | 售票机、客服中心、武漢通充值、洗手間          |                            |
| 地下 三层 | 側式月台，右邊車門將會開啟      | 側式月台，右邊車門將會開啟                    | 側式月台，右邊車門將會開啟 |
| 地下 三层 | █ 8号线列车往金潭路（趙家條站） |                                               |                            |
| 地下 三层 | █ 8号线列车往军运村（徐家棚站） |                                               |                            |
| 地下 三层 | 側式月台，右邊車門將會開啟      |                                               |                            |

### 車站出口
|                                                 |      |                                                                                   |
|                                                 |      |                                                                                   |
| 出口編號                                        | 設施 | 建議前往的目的地                                                                  |
| A                                               |      | 京汉大道 蘆溝橋路、武汉天地、长春街小学、武汉市第二中学、武汉七一华源中学         |
| C                                               |      | 京漢大道 蘆溝橋路、常陽．永清城、永清街新天地社區                                 |
| D                                               |      | 京漢大道 蘆溝橋路、解放公園                                                       |
| E                                               |      | 京漢大道 蘆溝橋路                                                                 |
| F                                               |      | 解放大道 蘆溝橋路                                                                 |
| G                                               |      | 解放大道 永清路、長江水利水電科技樓、長江水利委員會長江科學院、黃浦雅苑           |
| H                                               |      | 解放大道 永清路、解放公園、武漢楚劇院、武漢歌舞劇院、武漢市解放中學、武漢市園林局 |
| J                                               |      | 解放大道 蘆溝橋路、漢飛．青年城、社義社區、俊華雅苑                               |
| 注： 設有升降機 \| 設有輪椅升降台 \| 設有洗手間 |      |                                                                                   |

## 历史
黄浦路站是武汉轨道交通1号线一期工程的站点之一，2004年7月28日正式开通运营。

## 邻近地区
武汉天地、武汉二中、七一中学、解放公园、长江水利委员会、武汉天地壹方购物中心、解放公园、汉口江滩、武汉长江二桥等。